# 阿爾韋尼亞

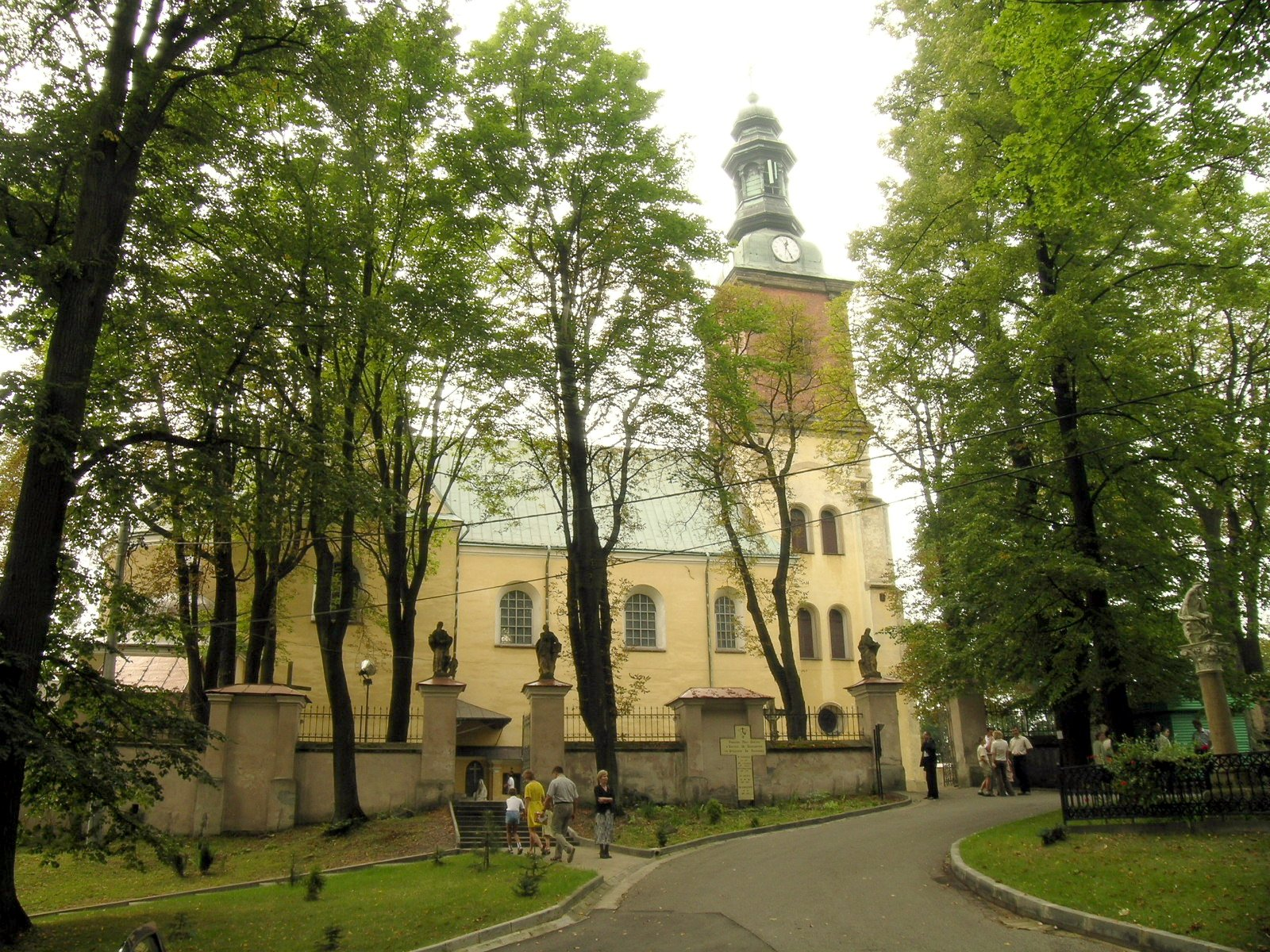

阿爾韋尼亞是波蘭的城鎮，位於該國南部，距離克拉科夫36公里，由小波蘭省負責管轄，面積8.87平方公里，海拔高度312米，鎮上有大型化學工廠，2006年人口3,406。

## 友好城市
- 法國 埃夫龙

## 外部連結
- Official website （页面存档备份，存于） （波兰語）
- Jewish Community in Alwernia on Virtual Shtetl

50°04′N 19°32′E / 50.067°N 19.533°E